# Maria Angélica de Scorailles
Maria Angélica de Scorailles (Auvérnia, 27 de julho de 1661 - Paris, 28 de junho de 1681), era uma nobre francesa e uma das muitas amantes de Luís XIV. A dama de companhia de sua irmã-de-lei Isabel Carlota do Palatinado, ela chamou a atenção do "Rei Sol" e começou um caso com ele em 1679. Ela morreu dois anos mais tarde, provavelmente como resultado de complicações decorrentes do parto.